# Moapa Town (Nevada)
Moapa Town es un lugar designado por el censo ubicado en el condado de Clark, Nevada, Estados Unidos. Es la ciudad más grande del Condado de Clark en cuanto a superficie terrestre, además, en esta se hallan la segunda y tercera estructuras más altas en Nevada: la Moapa Entrevision Tower y la Moapa Kemp Tower, respectivamente.

## Historia
Moapa fue el sitio de un incendio forestal que comenzó el 1 de julio de 2010. El fuego cubrió por lo menos 680 acres (2,8 km²) y destruyó al menos 15 edificios, en gran medida del rancho Warm Springs.

### Arquitectura
En Moapa está situada la segunda estructura más alta en Nevada, con 1400 pies (427 m), el Moapa Entravision Tower.
Además, la Moapa Kemp Tower, que se encuentra en Moapa Town, es la tercera estructura más alta en Nevada. Se trata de un edificio repetidor de televisión con tirantes de unos 1316 pies (401 m).

## Geografía
Según la oficina del censo, este CDP tiene un área total de 150,8 millas cuadradas (390,57 km²).

## Demografía
Según el censo de 2000, en este CDP viven 928 habitantes, se hallan 273 hogares y habitan 220 familias; la densidad de la población es de aproximadamente 2.4 hab/km².
La cantidad de hogares es de 273 casas, lo que entrega una densidad promedio de 0.7 casas/km²; el 51.3% tiene niños menores de 18 años habitando en ellas, el 65.9% tiene parejas casadas viviendo juntas, el 9.9% tiene a una mujer jefa del hogar sin hombre en ella y un 19.4% contiene a personas sin relación familiar. El 14.7% de los hogares está compuesto por alguien viviendo solo y un 4.4% tiene viviendo a alguien solo mayor de 65 años. El promedio del tamaño de un hogar es de 3.40 y el promedio del tamaño familiar es de 3.81.
El índice racial de este CDP es de 62.93% blancos, 0.22% de Afroamericanos, 1.40% nativos americanos, 1.83% asiáticos, 0.65% del pacífico, 30.50% de otra raza y 2.48% de 2 o más razas. Hispanos o latinos de cualquier raza es de un 35.02% de la población total.
En este CDP, la población está compuesta por un 38.8% de menores de 18 años, un 7.7% entre 18 a 24, 26.8% entre 25 a 44, 19.5% entre 45 a 64 y un 7.2% por sobre los 65 años. El promedio de edad es de 29 años; por cada 100 mujeres hay 106.7 hombres, por cada 100 mujeres mayores de 18, hay 100.7 hombres.
Los ingresos medios en un hogar en Moapa Town son de $48.365, y los ingresos medios de una familia es de $49.327. Los hombres tienen un ingreso medio de $38.929 versus $20.990 de las mujeres. El ingreso per cápita de este CDP es de $17.587; cerca del 1.7% de las familias y el 3.1% de la población está bajo la línea de pobreza, incluyendo el 3.2% de menores de 18 años y ninguno de los mayores de 65 años.